# Bibelot

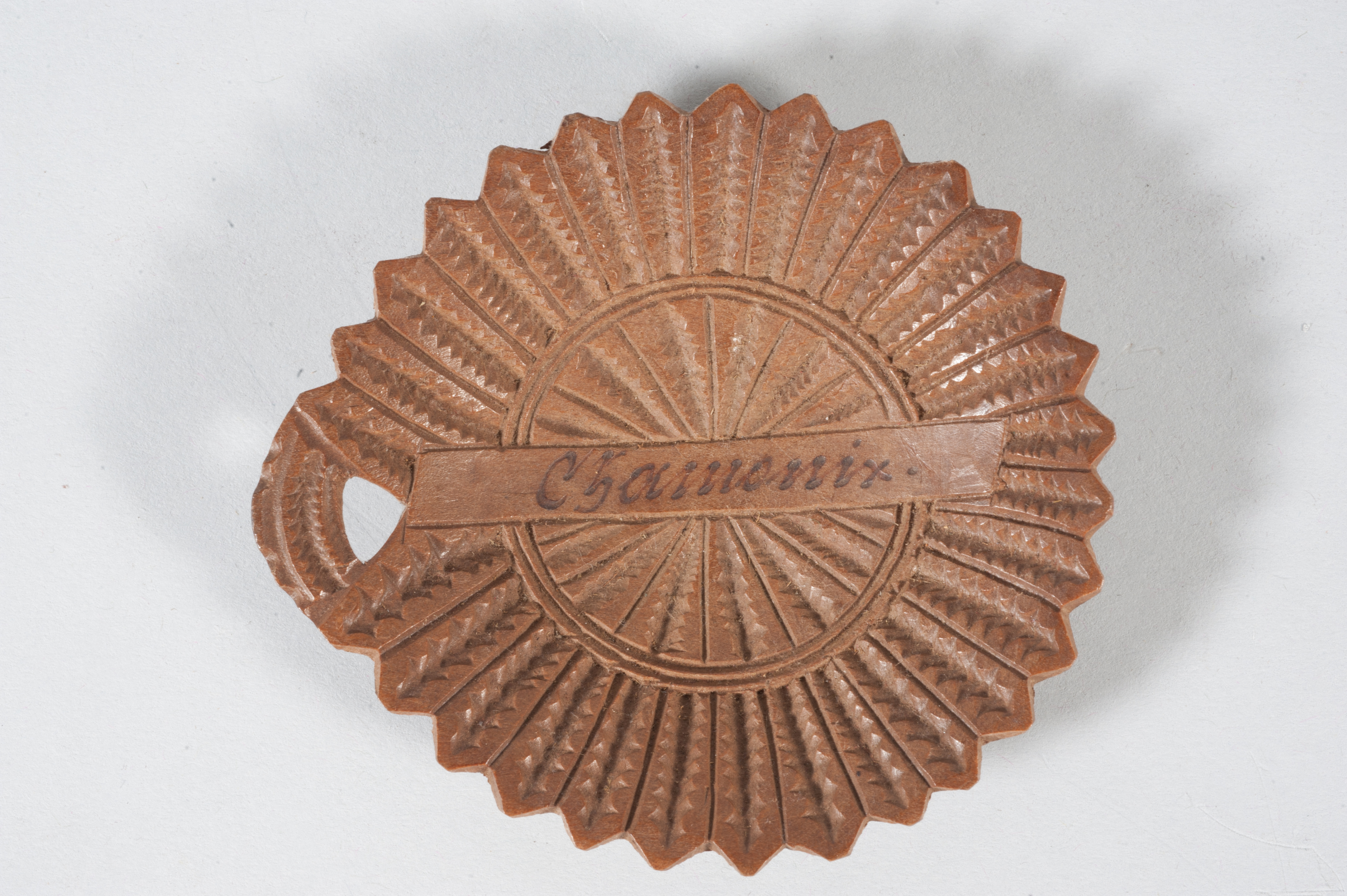
Prato Pequeno

Bibelot é um pequeno objeto de decoração desprovido de utilidade, geralmente feito de porcelana, prata, ouro ou outros materiais; às vezes tem um valor artístico. Em geral, é um produto cujo papel decorativo prevalece sobre a utilidade real. A posse de bugigangas valiosas também destacava a riqueza de seus proprietários.

## Etimologia
A palavra é emprestada do francês e vem da palavra francesa antiga beubelet (datada do século XII e tendo o significado de ornamento, miniatura, bugiganga ou joia ), que vem das palavras belbel (jogo, brinquedo), tendo a raiz original da palavra bel (bonito).

## Na cultura popular
Em 1960 Nélson Gonçalves gravou a canção Bibelot, composição de Adelino Moreira. Na primeira estrofe, fazendo uso de figura de linguagem, comparando a sua amada a um bibelot, o compositor descreve a fragilidade e um dos materiais de que podem ser feitos este objeto de adorno.. 
Não sejas bonequinha quebradiça,

A luz mortiça de um belo lampião,
Não sejas bibelot de porcelana,

Que se esparrama quando cai ao chão...